# 36 Водолея
36 Водолея (лат. 36 Aquarii, HD 210269) — одиночная звезда в созвездии Водолея на расстоянии приблизительно 663 световых лет (около 203 парсеков) от Солнца. Видимая звёздная величина звезды — +6,984m.

## Характеристики
36 Водолея — жёлтый или оранжевый гигант или субгигант спектрального класса G8/K0III/IV. Радиус — около 8,3 солнечных, светимость — около 51,64 солнечных. Эффективная температура — около 4980 К.